# Valérie Lagrange
Valérie Lagrange, właśc. Danielle Charaudeau (ur. 25 lutego 1942 w Paryżu) – francuska aktorka i piosenkarka.
Urodziła się w rodzinie paryskich sklepikarzy. W wieku 17 lat w 1959 debiutowała w filmie Zielona kobyła, gdzie dostała się z castingu. Od 1964 nagrywała płyty i jeździła w trasy koncertowe. W 1965 zaczęła współpracę z Sergem Gainsbourgiem, który dla niej komponował. Później związała się z kontrkulturą i ruchem hippisowskim. Po tym gdy w 1972 pojechała na Nową Gwineę, aby wziąć udział w filmie Dolina, zamieszkała w Indiach i Nepalu, a następnie na południu Francji. 

## Wybrana filmografia
- 1959: Zielona kobyła (La Jument verte), reż. Claude Autant-Lara – jako Juliette Haudouin
- 1960: Morgan kapitan piratów (Morgan il pirata), reż. André de Toth, Primo Zeglio – jako Inez
- 1963: Inspektor Leclerc (L'inspecteur Leclerc enquête), serial TV, 1 odcinek, reż. Mick Roussel – jako Gisèle
- 1964: Pan do towarzystwa (Un monsieur de compagnie), reż. Philippe de Broca – jako Louisette
- 1966: Kobieta i mężczyzna (Un homme et une femme), reż. Claude Lelouch – jako Valérie Duroc
- 1967: Weekend (Week-end), reż. Jean-Luc Godard – jako żona lidera Frontu Wyzwolenia Seine i Oise
- 1972: Dolina (La Vallée), reż. Barbet Schroeder – jako Hermine
- 1989: Moje noce są piękniejsze niż wasze dni (Mes nuits sont plus belles que vos jours), reż. Andrzej Żuławski – jako matka Blanche
- 2009: Szachistka (Joueuse), reż. Caroline Bottaro – jako Maria
- 2013: Bettie wyrusza w drogę (Elle s'en va), reż. Emmanuelle Bercot – jako Miss Francji 1969